# منطقه آزاد تجاری-صنعتی قشم
منطقه آزاد تجاری - صنعتی قشم یکی از مناطق آزاد ایران است که در استان هرمزگان قرار دارد. اداره امور آن برعهده سازمانی است که مسئولیت‌هایش از سوی شورای عالی مناطق آزاد تجاری-صنعتی و ویژه اقتصادی کشور تهیه و تصویب شده‌است‌ و در سال ۱۳۷۲ راه اندازی شد.